# 국제 농구 오세아니아 연맹
국제 농구 오세아니아 연맹(FIBA Oceania)은 오세아니아의 농구, 스트리트볼 종목을 총괄하는 국제 스포츠 행정 기구이다.

## 회원국
- 괌
- 나우루
- 누벨칼레도니
- 뉴질랜드
- 마셜 제도
- 미크로네시아 연방
- 바누아투
- 북마리아나 제도
- 사모아
- 솔로몬 제도
- 아메리칸사모아
- 오스트레일리아
- 쿡 제도
- 키리바시
- 타히티섬
- 통가
- 투발루
- 파푸아뉴기니
- 팔라우
- 피지